# Svetovno prvenstvo v podvodnem hokeju
Svetovno prvenstvo v podvodnem hokeju je trenutno najvišje športno tekmovanje v podvodnem hokeju, ki poteka pod okriljem Svetovne podvodne federacije (CMAS). Tekmovanje poteka na vsaki dve leti.

## Seznam prvenstev
- Svetovno prvenstvo v podvodnem hokeju 1980 (Vancouver, Kanada)
- Svetovno prvenstvo v podvodnem hokeju 1982 (Brisbane, Avstralija)
- Svetovno prvenstvo v podvodnem hokeju 1984 (Chicago, Illinois, ZDA)
- Svetovno prvenstvo v podvodnem hokeju 1986 (Adelaide, Avstralija)
- Svetovno prvenstvo v podvodnem hokeju 1988 (Amersfoort, Nizozemska)
- Svetovno prvenstvo v podvodnem hokeju 1990 (Montreal, Kanada)
- Svetovno prvenstvo v podvodnem hokeju 1992 (Wellington, Nova Zelandija)
- Svetovno prvenstvo v podvodnem hokeju 1994 (Grand Couronne, Rouen, Francija)
- Svetovno prvenstvo v podvodnem hokeju 1996 (Durban, Republika Južna Afrika)
- Svetovno prvenstvo v podvodnem hokeju 1998 (San Jose, Kalifornija, ZDA)
- Svetovno prvenstvo v podvodnem hokeju 2000 (Hobart, Avstralija)
- Svetovno prvenstvo v podvodnem hokeju 2002 (Calgary, Kanada)
- Svetovno prvenstvo v podvodnem hokeju 2004 (Christchurch, Nova Zelandija)
- Svetovno prvenstvo v podvodnem hokeju 2006 (Sheffield, Združeno kraljestvo)